# 鳍花椒
鳍花椒，俗称胡椒木，日本称为鳍山椒、岩山椒，是花椒属的一个种。其模式产地为小笠原群岛，亦分布于琉球群岛。可作观赏植物栽培，园艺界常称为“清香木”，但不可与黄连木属的清香木混淆。